# Ídolo de Dagenham

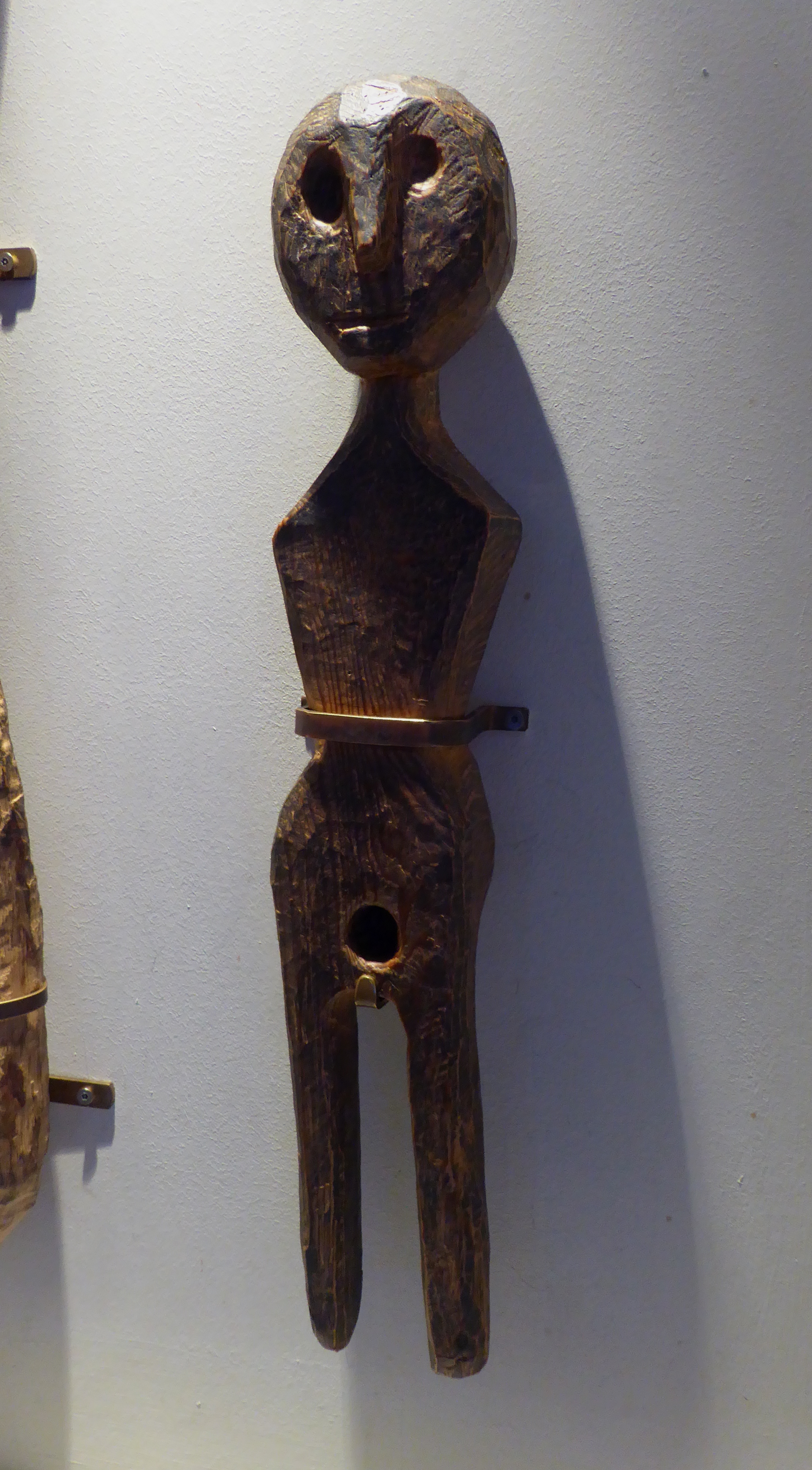
Réplica del ídolo de Dagenham en el Museo de Londres.

El ídolo de Dagenham es una estatua de madera representando una estilizada figura humana desnuda, encontrada en Dagenham en 1922. La estatua ha sido datada mediante radiocarbono en alrededor del 2250 a. C., a finales del periodo Neolítico o inicios de la Edad del Bronce, convirtiéndola en una de las representaciones humanas más antiguas halladas en Europa.
La estatua está tallada en madera de pino y tiene 46 cm de alto. Tiene piernas pero no brazos, caderas y nalgas que se estrechan en la cintura y luego se ensanchan hacia los hombros y una cabeza redondeada. Hay marcas rectas incisas en ambas piernas. Un agujero redondo en la región púbica puede ser interpretado como indicando una mujer, pero con la inserción de un clavija fálica cónica (ahora perdida) indicaría un varón. Coles Bryrony considera que, al igual que la figura de madera de finales de la Edad del Bronce de Ralaghan Moor (Hombre de Ralaghan) en el condado irlandés de Cavan, podía adoptar el sexo requerido para cada ceremonia o ritual utilizando estos genitales intercambiables. La figura ya estaba desgastada por un largo uso cuando fue enterrada. El ojo izquierdo aparece más pequeño que el derecho, recordando el sacrificio de Odín  de un ojo en el pozo de Mímir a cambio de la sabiduría en el mito nórdico.
La estatua fue encontrada en un pantano en la orilla norte del río Támesis al este de Londres, al sur de Ripple Road en Dagenham, durante las obras para colocar unas tuberías de alcantarillado en 1922, en el actual lugar de Ford Dagenham. Estaba enterrada en una capa de turba a casi 3 metros de profundidad, cerca del esqueleto de un ciervo. La estatua puede haber sido enterrada con el ciervo como sacrificio votivo para propiciar la fertilidad de la tierra.
La estatua original es propiedad del Museo de Colchester Castle, con una copia en el Museo de Londres. El original fue prestado por tiempo indefinido al Valence House Museum en Dagenham en 2010.